# Бектурганов, Хасан Шайахметович
Хасан Шайахметович Бектурганов (каз. Хасан Шаяхметұлы Бектұрғанов; 3 февраля 1922, д. Мамлютка, Омская губерния, РСФСР — 21 января 1987, Джамбул, Казахская ССР, СССР) — советский казахский государственный и партийный деятель, член ЦК КПСС (1976—1986).

## Биография
Происходит из подрода байкошкар рода карауыл племени аргын.
С января по август 1941 года — бухгалтер райпотребкооперации в Северо-Казахстанской области; с августа 1941 по апрель 1945 года — в Красной Армии, с 1942 в ВКП(б); в 1945—1946 гг. — инструктор областного военного комиссариата в Кустанае, в 1946—1947 гг. — начальник отдела и секретарь районного комитета КП(б)К в Северо-Казахстанской области.
В 1947—1950 гг. — 2-й секретарь районного комитета КП(б)К, в 1950—1951 гг. — слушатель Казахской республиканской Высшей партийной школы, в 1951—1952 гг. — инструктор и заместитель начальника Отдела партийных, профсоюзных и комсомольских органов Северо-Казахстанского областного комитета КП(б)К, в 1952—1953 гг. начальник отдела административных органов обкома КП(б)K в Кокчетаве,
В 1953—1955 гг. — 1-й секретарь районного комитета КПК в Кокчетавской области, в 1955—1958 гг. — секретарь, а в 1958—1959 гг. — 2-й секретарь Кокчетавского обкома КПК.
С ноября 1959 по декабрь 1964 — 1-й секретарь Актюбинского областного комитета (с января 1963 по декабрь 1964 сельского обкома Актюбинской области), с декабря 1964 по ноябрь 1966 — председатель исполнительного комитета Актюбинского облсовета.
С ноября 1966 по июнь 1972 года — 1-й секретарь Кзыл-Ординского областного комитета КПСС, с 9 апреля 1971 года по 24 февраля 1976 — кандидат в члены, а с 5 марта 1976 года по 25 февраля 1986 — член ЦК КПСС.
С июня 1972 по январь 1983 года — 1-й секретарь Джамбулского обкома КПСС, с 1983 года на пенсии.
Депутат Верховного Совета СССР 8-10 созыва.
Скончался 21 января 1987 года в Джамбуле. Похоронен на городском кладбище.

## Награды
- Орден Ленина
- Орден Октябрьской Революции
- Орден Трудового Красного Знамени (дважды)
- Орден Отечественной Войны I степени
- Орден Отечественной Войны II степени
- Орден Красной Звезды